# East Coast Wrestling Association
Асоціація Реслінгу Східного Узбережжя (англ. East Coast Wrestling Association) — американський промоушн професійного реслінгу, заснований Джимом Кеттлером. На арені промоушену проводиться найдовший реслінг-турнір в країні — Супер Вісімка (англ. Super 8 Tournament). В 2010 році Кеттнер оголосив що передає всі права Майку Тарталья і Джо Занолле.

## Титули
| Назва титулу                   | Чемпіон                            |
| ------------------------------ | ---------------------------------- |
| ECWA Heavyweight Championship  | Кекоа «Летючий Гаваєць»            |
| ECWA Mid Atlantic Championship | Кріс Уайлд                         |
| ECWA Tag Team Championship     | D-LINE (Bodysnatcher і Чорний Лід) |